# Abyssaster
Abyssaster is een geslacht van kamsterren uit de familie Porcellanasteridae.

## Soorten
- Abyssaster diadematus (Sladen, 1883)
- Abyssaster planus (Sladen, 1883)
- Abyssaster tara (Wood-Mason & Alcock, 1891)